# Ninja Gaiden II
Ninja Gaiden II é um jogo de ação e aventura de 2008 desenvolvido pela Team Ninja e publicado pela Microsoft Game Studios para o Xbox 360. É a sequência do título de 2004 Ninja Gaiden, tornando-se o segundo título 3D da série de mesmo nome, e foi lançado mundialmente em junho de 2008. Uma versão reimaginada e fortemente alterada, intitulada Ninja Gaiden Sigma 2, foi lançada pela Tecmo Koei para o PlayStation 3 em 2009 e para o PlayStation Vita em 2013. Uma remasterização que combina aspectos do jogo original com Sigma 2, intitulada Ninja Gaiden 2 Black, foi anunciada e lançada para PlayStation 5, Microsoft Windows e Xbox Series X/S em 23 de janeiro de 2025.
Pouco antes de seu anúncio, em 11 de setembro de 2007, capturas de tela do jogo vazaram acidentalmente pelo site japonês do Xbox 360 e foram retiradas horas depois. Um dia depois, em 12 de setembro, o jogo foi visualizado com a Microsoft em uma conferência de imprensa da Tokyo Game Show 2007, onde foi confirmado que existia e era um exclusivo do Xbox 360, com o diretor do jogo, Tomonobu Itagaki, dizendo: "Agora, por favor, aproveite o melhor jogo de ação do mundo, rodando no melhor hardware do mundo". 9 dias depois, em 20 de setembro de 2007, Ninja Gaiden II foi oficialmente revelado ao público, com seu primeiro trailer no Tokyo Game Show 2007, ao lado de várias entrevistas. O jogo não foi lançado na Alemanha como resultado da falta de uma classificação USK.
Ninja Gaiden II recebeu críticas positivas dos críticos, com elogios por sua dificuldade, combate em ritmo acelerado e nível de violência, embora alguns tenham criticado sua falta de inovação. Foi considerado um sucesso comercial, vendendo 1,1 milhão de cópias em todo o mundo Desde dezembro de 2008. Uma sequência, Ninja Gaiden 3, foi lançada em 20 de março de 2012, sem o envolvimento de Tomonobu Itagaki.

## Jogabilidade

Ryu Hayabusa lutando contra inimigos em Ninja Gaiden II

O novo sistema de combate de Ninja Gaiden II permite que o personagem do jogador Ryu desmembre seus inimigos, cortando seus membros e rasgando seus corpos, cobrindo sua arma e tudo ao redor com sangue. Comparado a Ninja Gaiden, a sequência contém mais sangue e violência gráfica. Desmembramento enfraquecerá ou deixará um inimigo mais lento, dependendo se um braço ou perna for decepado, mas não necessariamente o matará. Na verdade, um inimigo ferido estará propenso a usar táticas suicidas, como imobilizar Ryu e plantar uma shuriken incendiária nele, forçando o jogador a acabar rapidamente com seus oponentes usando novas e brutais Técnicas de Obliteração antes que inimigos feridos possam obter vantagem. Essa nova mecânica também pode ser acionada na presença de personagens chefes. Comparado a outros títulos de ação e aventura, o jogador pode ser tão vulnerável a ataques quanto os inimigos durante os encontros de luta.
Além de suas técnicas de combate corpo a corpo padrão, ryu pode absorver essência próxima em combate. esses globos coloridos de energia são liberados dos corpos de inimigos mortos e absorvidos pelo corpo de ryu quando ele se aproxima deles. a essência tem um papel importante na jogabilidade geral, agindo para curar ryu, restaurar seu ki ou aumentar seu dinheiro. no entanto, o jogador pode fazer com que ryu deliberadamente retire essência, que pode então ser usada para desencadear ataques poderosos conhecidos como técnicas definitivas. quando ryu luta e sofre dano, há uma barra vermelha que começa a aumentar à direita da barra de saúde de ryu, o que é chamado de dano duradouro. depois que ryu massacra todos os seus inimigos naquela área específica, sua saúde recarrega, mas apenas até o ponto em que a barra vermelha começa. ervas da vida espiritual e estátuas de salvamento podem curar esse dano duradouro, no entanto. além disso, quando ryu termina de lutar, ele executa um chiburui (o ato de enxugar sangue de sua arma). ele faz isso para cada arma, com uma animação diferente para cada uma.  ryu pode ficar parado e tentar bloquear ataques (embora os inimigos possam quebrar sua guarda e deixá-lo vulnerável a ataques) ou ele pode se esquivar correndo para longe em uma manobra chamada vento reverso. o jogo também pega dois elementos da atualização "hurricane pack" do jogo original: rotação da câmera e a habilidade de carregar para uma técnica Ultimate sem a necessidade de essência (isso leva tempo para carregar; a essência ainda pode ser absorvida para acelerar o processo).
Ryu usará sua assinatura Dragon Sword em combate, mas novas armas, como a Eclipse Scythe, Dragon's Claw e Tiger's Fang swords, Tonfa, Kusari-gama e as garras ninja Falcon's Talons permitirão ao jogador mais variedade em despachar inimigos. As novas magias mágicas de Ryu, na forma de ninpo, incluem a Art of the Flame Phoenix, Art of the Wind Blades e a Art of the Piercing Void.  No entanto, armas e ninpo do Ninja Gaiden original retornarão na forma da Art of the Inferno e do Vigoorian Flail. O retorno do Windmill Shuriken, Incendiary Shurikens e arco (renomeado Fiend's Bane Bow), agora podem atrair essências como todas as armas corpo a corpo de Ryu para descarregar sua própria Ultimate Technique.

## Enredo
O protagonista do jogo é Ryu Hayabusa, mestre ninja, descendente da linhagem ninja dragão e atual portador da espada dragão. um ano após ninja gaiden black, o mestre ferreiro muramasa está montando uma loja em tóquio, japão. uma agente da cia chamada sonia entra no local e pergunta sobre o paradeiro de ryu, até que membros do clã ninja aranha negra atacam a loja e a sequestram. entra o ninja dragão ryu, que não consegue impedir o sequestro de sonia e corre pelos arranha-céus de tóquio e resgata o agente, que o informa sobre um ataque à vila hayabusa pelos ninjas aranha negra, que desejam roubar a estátua demoníaca que eles possuem e protegem.
Ryu retorna para sua casa e encontra seu pai, joe hayabusa, duelando com genshin, líder do clã ninja aranha negra.  infelizmente, a estátua do demônio é levada pela rainha dos demônios maiores e a governante do sangue, elizébet, e joe pede ao filho para recuperar a estátua a todo custo. ryu viaja ao redor do mundo com sonia, em busca de elizébet e da estátua do demônio, enquanto encontra legiões de ninjas aranhas negras, demônios e três outros demônios maiores: Alexei, o Governante Gracioso do Relâmpago; Volf, o Governante Invencível das Tempestades; e Zedonius, o Governante Malévolo da Chama.
Ryu rastreia Elizébet até a América do Sul, onde ela oferece a Estátua do Demônio ao Sumo Sacerdote Infernal Dagra Dai, a fim de ressuscitar o antigo Arquidemônio, Vazdah. Elizébet duela com Ryu e ele a derrota, mas Elizébet proclama seu retorno. Um Genshin com vista para explicar que os demônios estão procurando ressuscitar o Arquidemônio que supostamente emergiu do Monte Fuji no Japão.  A montanha também é o lugar que uniu tanto o Black Spider Clan quanto a The Dragon Lineage. Ryu retorna para casa, alertando Sonia para não segui-lo.
Enquanto Ryu observa o Monte Fuji transbordando fogo, Ayane entra com o Olho do Dragão, um presente de Joe Hayabusa, e Ryu equipa a relíquia em sua Espada do Dragão, formando a Espada do Dragão Verdadeira novamente. Indo para o cume da montanha, Ryu encontra Genshin esperando por ele na entrada da cratera. Enquanto o Monte Fuji entra em erupção, Genshin revela a Ryu que ele nunca se importou com "birras do arqui-demônio" e que seu momento finalmente chegou. Os dois ninjas lutam até a morte antes que Genshin caia morto e Ryu pule no Monte Fuji. Elizébet aparece sobre um Genshin falecido procurando reanimá-lo como um demônio enquanto Ryu desce no Monte Fuji.
Ryu luta contra hordas de Demônios e derrota sozinho Zedonius, Volf e Alexei, e resgata Sonia capturada. Ele a instrui a ficar parada e não se mover. Ryu vai para outra sala e encontra um Genshin ressuscitado, transformado em um Fiend, de volta para uma quarta e última batalha. A batalha dos dois ninjas em outra batalha árdua terminando com Ryu eventualmente cortando Genshin, até mesmo partindo sua armadura facial ao fazê-lo. Genshin e Ryu, embora adversários mortais, compartilham um respeito mútuo final como ninja no momento da morte de Genshin. Genshin compartilha com Ryu que todas as suas ações foram destinadas a fortalecer o Clã Aranha Negra como um todo (sua causa o tempo todo) e não se arrepende de perseguir isso. Ele reconhece Ryu como um grande guerreiro e, em apoio à causa de Ryu, entrega a ele a lâmina amaldiçoada do arqui-demônio para uso antes de morrer. Uma furiosa Elizébet aparece e castiga o Ninja Aranha Negra por perder, mesmo com seu poder. Ryu ataca Elizébet e, com raiva, a corta em pó vermelho com a combinação de sua própria espada de dragão e a lâmina do arqui-demônio de Genshin. Ele afirma que o soberano tinha mais pelo que viver do que ela jamais teria.
Viajando mais profundamente no Submundo, Ryu confronta Dagra Dai, que está quase terminando com a ressurreição do Archfiend, e o derrota. Como último recurso, o Sumo Sacerdote Infernal oferece sua vida a Vazdah, e o Archfiend renasce. Ryu derrota a monstruosidade e segue para a superfície com Sonia, mas uma gota de seu sangue de uma ferida aberta acidentalmente cai no demônio e revitaliza Vazdah, que sobe ao cume em sua verdadeira forma. Em meio a uma erupção do Monte Fuji, Ryu enfrenta o Archfiend em um duelo climático para decidir o destino da humanidade e vence. Sonia e Ryu se reúnem e sobem ao topo da montanha, compartilhando o nascer do sol juntos.
Em uma cena pós-créditos, em meio a um campo com inúmeras lâminas cravadas no chão, Ryu planta a Blade of the Archfiend de Genshin no chão e se curva em respeito ao Black Spider Overlord. Ryu, "The Dragon Ninja" dá uma última olhada antes de decolar para dentro da névoa. A trama continua em Ninja Gaiden 3 e sua expansão Razor's Edge.

## Desenvolvimento e lançamento

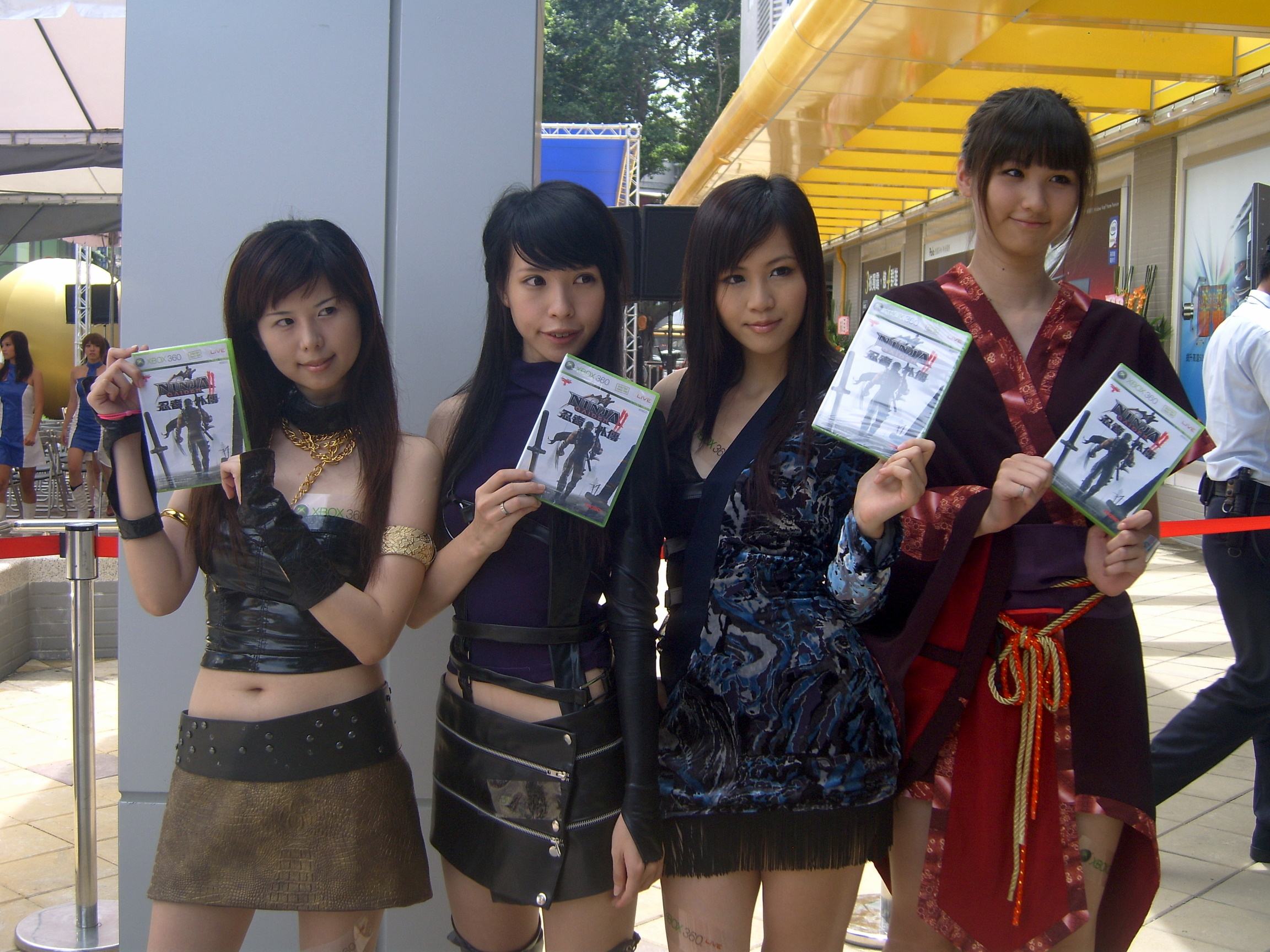
Promoção de Ninja Gaiden II no Guang Hua Digital Plaza, Taiwan

As capturas de tela iniciais de Ninja Gaiden II vazaram no site oficial japonês do Xbox 360, mas foram removidas em questão de horas em 11 de setembro de 2007. Um dia depois, em 12 de setembro de 2007, a Microsoft realizou uma conferência de imprensa no Tokyo Game Show 2007, que confirmou a existência do jogo, e onde foi confirmado como um exclusivo do Xbox 360. O diretor do jogo, Tomonobu Itagaki, foi citado durante o evento dizendo: "Agora, aproveite o melhor jogo de ação do mundo, rodando no melhor hardware do mundo." 8 dias depois, em 20 de setembro, Ninja Gaiden II foi oficialmente exibido na Tokyo Game Show 2007 com o primeiro trailer lançado. A localização foi supervisionada pelo membro da Team Ninja Andrew Szymanski, em colaboração com AltJapan Co., Ltd.
Uma demonstração do jogo Ninja Gaiden II foi lançada no Xbox Live no Japão em 31 de maio de 2008 e na Europa e Estados Unidos em 8 de junho de 2008. O jogo não foi lançado na Alemanha devido à falta de classificação USK. Uma versão alterada intitulada Ninja Gaiden Sigma 2 foi lançada para o PlayStation 3 em 2009 e para o PlayStation Vita em 2013.

## Ninja Gaiden 2 Black
Em uma entrevista com o IGN levando ao lançamento de Ninja Gaiden: Master Collection em 2021, que inclui as versões Sigma dos dois primeiros títulos, o chefe da Team Ninja Fumihiko Yasuda mencionou que a desenvolvedora foi "incapaz de salvar" o código-fonte dos jogos originais nas plataformas Xbox. Por esse motivo, assim como os modos e trajes adicionais em ports posteriores, a Team Ninja não tinha planos de remasterizar Ninja Gaiden Black ou Ninja Gaiden II.
Após a revelação de Ninja Gaiden 4 durante o Xbox Developer Direct em 23 de janeiro de 2025, a Team Ninja e a Koei Tecmo anunciaram que uma remasterização da Unreal Engine 5, intitulada Ninja Gaiden 2 Black, será lançada mais tarde naquele dia para Microsoft Windows, PlayStation 5, Xbox Series X/S e Xbox Cloud Gaming, e também está disponível na assinatura do Xbox Game Pass. Chamando-a de "uma versão definitiva" de Ninja Gaiden II na linha do Ninja Gaiden Black original, Yasuda explicou que a ideia veio do feedback após o lançamento da Master Collection, já que muitos fãs queriam experimentar algo mais próximo do jogo original do Xbox 360.
Este remaster, dirigido por Shuhei Sato, visa replicar a sensação do Ninja Gaiden II original ao incorporar seu sistema de atualização e restaurar seu nível de sangue e desmembramento. A contagem de inimigos também foi aumentada, embora não na extensão da versão do Xbox 360. Como a remasterização foi construída usando o código Sigma 2, ela mantém a maioria de suas mudanças e adições, como Ayane, Rachel e Momiji jogáveis, posicionamento de inimigos revisado, trajes, missões de tag e o chefe Black Dragon, mas remove os chefes Great Buddha e Statue of Liberty, bem como o modo "Ninja Race". O modo New Game Plus, os desafios "Test of Valor", o DLC do Modo Missão e a luta contra o chefe Giant Death Worm que foram removidos em Sigma 2 ainda estão ausentes em Ninja Gaiden 2 Black.

## Recepção
Ninja Gaiden II recebeu "críticas geralmente favoráveis", de acordo com o site de agregador de críticas Metacritic. No Japão, a Famitsu deu uma pontuação de dois noves e dois oitos para um total de 34 de 40 a Famitsu X360 deu uma pontuação de um 10, um nove, um oito e um nove para um total de 36 de 40.
A GameZone deu 8,8 de 10, chamando-o de "Um dos jogos de ação obrigatórios do ano."  Edge deu ao jogo oito de dez, chamando-o de "um jogo fascinante e extremamente rejogável que mostra que o Team Ninja tem um dom além da grande maioria dos desenvolvedores desse gênero. A GamePro o chamou de "um jogo de ação liso e cheio de emoção, mas não está nem perto da obra-prima pela qual os fãs clamam. Vale a pena jogar e você vai se divertir muito, mas a câmera meticulosa e a dificuldade irregular definitivamente cortam a diversão."
A GameSpot o nomeou para o prêmio de 'Sequência Menos Melhorada' em seus prêmios de videogame de 2008, que foi para Dynasty Warriors 6.
Em 28 de agosto de 2008, Ninja Gaiden II foi relatado como tendo vendido mais de um milhão de unidades. Desde dezembro de  2008, vendeu 1,1 milhão de unidades em todo o mundo.

### Ninja Gaiden 2 Black
Ninja Gaiden 2 Black também recebeu críticas "geralmente favoráveis" no Metacritic, enquanto 100% dos críticos recomendaram o jogo no OpenCritic. Eles gostaram da atualização visual do jogo, embora tenham notado controles e animações um tanto datados devido a ser uma remasterização aprimorada em vez de um remake completo. Eles sentiram que era um ótimo ponto de partida para iniciantes, bem como um lançamento adequado para complementar o próximo Ninja Gaiden 4. Alguns lamentaram que ainda faltavam elementos da versão original, embora tenha sido considerado uma melhoria geral em relação ao Sigma 2.   
Vale lembrar que o lançamento tranquilizou os fãs da franquia, pois na divulgação do remaster durante a Xbox Developer Direct, houve um medo flagrante de que personagens femininos e outros elementos fossem censurados no ocidente. Essa controvérsia foi gerada pelos trailers mostrados, onde as personagens queridas do público Momiji, Rachel e Ayane praticamente não apareciam. No fim, não houve qualquer tipo de censura no título.